# Preobčutljivostna reakcija
Preobčutljivostna reakcija je nenormalno hud odziv organizma na kako snov, ki je lahko sama po sebi neškodljiva.

## Tipi občutljivostnih reakcij
Po razvrstitvi, ki sta jo že leta 1963 predlagala P. G. H. Gell in Robin Coombs, ločimo štiri tipe občutljivostnih reakcij:
- preobčutljivostna reakcija tipa I ali takojšna preočutljivostna reakcija je lokalna ali sistemska reakcija, ki se pojavi v nekaj minutah po ponovnem stiku senzibilizirane osebe s specifičnim antigenom oziroma alergenom. Povzročijo jo histamin in drugi mediatorji, ki se sprostijo po vezavi alergena na protitelesa razreda IgE, vezana na tkivnih in krvnih bazofilcih;
- preobčutljvostna reakcija tipa II je preobčutljivostna reakcija, ki jo povzročijo protitelesa IgG in IgM proti antigenom, ki so na površini celic, ali proti drugim sestavinam tkiv (npr. transfuzijska reakcija, fetalna eritroblastoza, avtoimunska hemolitična anemija);
- preobčutljivostna reakcija tipa III ali bolezen imunskih kompleksov – pri tej obliki gre za nalaganje imunskih kompleksov antigen-protitelo na postkapilarne venule, posledično pa se aktivira komplement.[3] Takšna reakcija prizadene celo telo, okvare pa nastanejo na različnih organih, najbolj pa na ožilju in ledvicah;[4]
- preobčutljivostna reakcija tipa IV ali zapoznela preobčutljivostna reakcija – pri tem tipu preobčutljivostne reakcije so vključeni limfociti T in ne protitelesa.[3] Sem sodi na primer alergijski kontaktni dermatitis.[4]